# Henry S. Foote
Henry S. Foote (Fauquier megye, 1804. február 28. – Nashville, 1880. május 20.) az Amerikai Egyesült Államok szenátora (Mississippi, 1847–1852).